# Hans-Peter Makan
Hans-Peter Makan (ur. 1 stycznia 1960 w Weinheim) – niemiecki piłkarz grający na pozycji obrońcy (libero).

## Kariera piłkarska
Hans-Peter Makan karierę piłkarską rozpoczął w juniorach FV Weinheim, gdzie w 1978 roku przeszedł do występującej w Oberlidze w okręgu Badenia-Wirtembergia profesjonalnej drużyny klubu, w której w sezonie 1978/1979 rozegrał 37 meczów, a w 1981 roku grający trener klubu – Rudi Dielmann pomógł mu w transferze do SV Sandhausen, gdzie grał u boku takich zawodników, jak m.in.: Bernd Dobiasch, Rüdiger Menges, Erwin Rupp, Karl-Heinz Walter, Roland Vogel.
Następnie w 1982 roku został zawodnikiem VfB Stuttgart, w którym pod wodzą trenera Helmuta Benthausa odnosił największe sukcesy w karierze piłkarskiej: mistrzostwo Niemiec (1984 – 24 mecze, 3. miejsce w Bundeslidze (1983). W Bundeslidze zadebiutował 22 stycznia 1983 roku w wygranym 2:1 meczu domowym z Borussią Dortmund, natomiast jedynego gola w tych rozgrywkach zdobył 4 maja 1984 roku w wygranym 5:1 meczu domowym z Kickers Offenbach, w którym w 28. minucie pokonał bramkarza drużyny gości – Olivera Recka, zdobywając gola na 1:0. Grał u boku takich zawodników, jak m.in.: Karl Allgöwer, Guido Buchwald, bracia Bernd i Karlheinz Förster, Hermann Ohlicher, Helmut Roleder, Ásgeir Sigurvinsson. Był uważany za wielki talent, a nawet wymieniany jako następca Franza Beckenbauera, jednak w rozwoju kariery przeszkodziły mu liczne kontuzje. W 1986 roku po raz pierwszy ogłosił zakończenie kariery piłkarskiej z powodu kontuzji pachwiny. Łącznie w Bundeslidze rozegrał 52 mecze, w których zdobył 1 gola.
Hans-Peter Makan w 1986 roku po kilku miesiącach od ogłoszenia zakończenia kariery piłkarskiej, wznowił ją, zostając zawodnikiem klubu Oberligi w okręgu Badenia-Wirtembergia – VfR Mannheim, w którym w sezonie 1986/1987 zakończył rozgrywki ligowe na 3. miejscu. W klubie występował do 1989 roku, gdzie jego trenerami byli: Bernd Dobiasch, Slobodan Jovanić, Peter Ziegler i Anton Rudinski. Następnie ponownie został zawodnikiem FV Weinheim, z którym w sezonie 1990/1991 w pierwszej rundzie Pucharu Niemiec, 4 sierpnia 1990 roku sensacyjnie wygrali u siebie z utytułowanym Bayernem Monachium 1:0 po golu Thomasa Schwechheimera z rzutu karnego w 28. minucie.
W 1992 roku po spadku FV Weinheim do Verbandsligi przeniósł się do Amicitii Viernheim, a następnie w 1993 roku przeniósł się do występującej w Oberlidze w okręgu Badenia-Wirtembergia amatorskiej drużyny SC Karlsruher, jednak po rozegraniu zaledwie 2 meczów ligowych przeniósł się do ASV Durlach, w którym ostatecznie zakończył karierę piłkarską.

## Sukcesy
VfB Stuttgart
- Mistrzostwo Niemiec: 1984
- 3. miejsce w Bundeslidze: 1983

## Po zakończeniu kariery
Hans-Peter Makan po zakończeniu kariery piłkarskiej wrócił do Mannheim, gdzie prowadzi punkt akceptacji Toto-Lotto.